# Eduardo Cortina García
Eduardo Cortina García (Oviedo, 25 de septiembre de 1996), conocido como Edu Cortina, es un futbolista español. Juega en la posición de centrocampista  y su actual equipo es la Real Avilés Club de Fútbol de la Segunda Federación.

## Trayectoria
Formado en el fútbol base del equipo azul, desde el Alevín "B" ha pasado por todas las categorías inferiores de la cantera del Real Oviedo. Debuta en categoría sénior con el Vetusta, el filial  del conjunto azul en la Tercera División el 22 de agosto de 2015 con 18 años frente al Club Siero. Realiza la pretemporada 2017/18 en el primer equipo bajo las órdenes de Anquela disputando la mayoría de los partidos realizando actuaciones destacables que motivan que el entrenador cuente con él para los partidos de la liga regular.
El día que iba a debutar oficialmente con el primer equipo, el 6 de septiembre de 2017 saliendo en el equipo titular en el partido de la segunda eliminatoria de la Copa del Rey que enfrentó al Real Oviedo contra el C. D. Numancia en el Estadio Carlos Tartiere se lesionó durante el precalentamiento.
Cortina hizo su debut profesional el 11 de septiembre de 2018, entrando en la primera parte para sustituir al lesionado Sergio Tejera en una derrota por cero goles a uno frente al Real Club Deportivo Mallorca en la Copa del Rey. Cinco días más tarde, el 16 de septiembre de 2018, debuta en la Segunda División en un encuentro frente al Club Deportivo Lugo en una victoria por cero goles a dos. En junio de 2019 promociona con otros seis compañeros del Vetusta a la plantilla profesional del primer equipo.
Durante la temporada 2019-20 en las filas del Real Oviedo tendría una escasa participación con el que jugaría 10 partidos en la Segunda División de España. 
El 25 de septiembre de 2020, rescinde su contrato como jugador del Real Oviedo y firma por el Asociación Deportiva Mérida de la Segunda División B de España. Al año siguiente ficha por el Unionistas de Salamanca Club de Fútbol,
Tras no tener muchos minutos, para la temporada 2022-23, se hace oficial su fichaje por el Real Avilés Club de Fútbol de la Segunda Federación. Tras una buena primera campaña, renueva con los realavilesinos hasta 2024.

## Clubes
| Club                          | País   | Año       |
| ----------------------------- | ------ | --------- |
| Real Oviedo Vetusta           | España | 2015-2018 |
| Real Oviedo                   | España | 2018-2020 |
| A. D. Mérida                  | España | 2020-2021 |
| Unionistas de Salamanca C. F. | España | 2021-2022 |
| Real Avilés C. F.             | España | 2022-     |